# Susanne Cramer
Susanne Cramer (Fráncfort del Meno, Alemania; 3 de diciembre de 1936 - Hollywood, Los Ángeles, California, Estados Unidos; 7 de enero de 1969) fue una actriz alemana de cine y televisión. Su cabello rubio y facciones perfectas la convirtieron en una estrella internacional en la década de 1960.

## Carrera
Cramer tuvo una carrera de seis años en la televisión estadounidense, comenzando con un episodio de The Dakotas en 1963 y finalizando con un episodio de 1969 de The Guns of Will Sonnett. En el medio, ella estaba en otros 24 papeles de televisión. Entre ellos, dos apariciones en The Rogues en 1964, dos apariciones en el Kraft Suspense Theatre en 1965, dos apariciones en la Burke's Law en 1964-65 y dos apariciones en The Man de UNCLE. También hizo apariciones en 1964 y 1965 en dos episodios de Perry Mason: "El caso de un lugar llamado medianoche" y como la asesina Gerta Palmer en The Case of the Fugitive Fraulein. También intervino en series como Superagente 86, Bonanza, Death Valley Days, Ironside, My Favorite Martian, entre otras.
En cine trabajó en Argentina en el film Yo quiero vivir contigo, dirigida por Carlos Rinaldi en 1960, donde fue protagonista junto a Alberto de Mendoza, su voz fue reemplazada por la de la actriz argentina Nelly Meden. Desde 1959 hasta su muerte en 1969 trabajó en más de veinte películas, entre ellas, Der lachende Vagabund junto a Fred Bertelmann, Die gestohlene Hose con Siegfried Breuer Jr., Unter Ausschluß der Öffentlichkeit con Peter van Eyck, Marianne Koch y Eva Bartok y Vacanze a Ischia junto a Vittorio De Sica, Isabelle Corey y Antonio Cifariello.

### Filmografía
| Año  | Película                            | Papel                          |  |
| ---- | ----------------------------------- | ------------------------------ |  |
| 1956 | Winter in the Woods                 | Inge Sternitzke                |  |
| 1956 | The Stolen Trousers                 | Edith Martens                  |  |
| 1956 | Les Assassins du dimanche           | Gerda Brüchner                 |  |
| 1956 | Kleines Zelt und große Liebe        | Karin Faber                    |  |
| 1957 | Rot ist die Liebe                   | Annemieken                     |  |
| 1957 | The Night of the Storm              | Gina                           |  |
| 1957 | Kindermädchen für Papa gesucht      | Sabine Friedberg               |  |
| 1957 | Das Glück liegt auf der Straße      | Elfie                          |  |
| 1957 | Widower with Five Daughters         | Karin Scherzer                 |  |
| 1957 | The Daring Swimmer                  | Gaby Marshall                  |  |
| 1957 | Holiday Island                      | Antonietta                     |  |
| 1958 | Voyage to Italy, Complete with Love | Ilse Knopf                     |  |
| 1958 | The Copper                          | Ursula Brandt                  |  |
| 1958 | Der lachende Vagabund               | Pia Hollebusch                 |  |
| 1958 | Schwarze Nylons – Heiße Nächte      | Karin                          |  |
| 1959 | de                                  | Gloria Nylon                   |  |
| 1960 | Yo quiero vivir contigo             | Laura                          |  |
| 1960 | Mal drunter - mal drüber            | Mary                           |  |
| 1961 | Drei Mann in einem Boot             | Betje Ackerboom                |  |
| 1961 | Unter Ausschluß der Öffentlichkeit  | Helga Dahms                    |  |
| 1964 | Bedtime Story                       | Anna                           |  |
| 1965 | Dear Brigitte                       | Muñeca rubia (chica de Upjohn) |  |

## Vida privada
Susanne aparentemente tenía una vida privada tumultuosa. Se casó con el actor Hermann Nehlsen en 1956. Al parecer, no le fue nada bien en esa relación, ya que intentó suicidarse dos veces en 1957 y pronto se divorció. En 1958, se casó con el actor Helmuth Lohner y se divorció cinco meses después. Se casó con Helmut por segunda vez, y tuvo junto a él a su hija Konstanze Lohner. Pero pronto se produjo un segundo divorcio. En 1966, se casó con el actor Kevin Hagen. En 1966, se fue a Munich, Alemania para visitar a su amiga, la actriz Renate Ewert, a quien halló muerta. Los informes fueron de seis días a tres semanas.

## Fallecimiento
La actriz Sussane Cramer falleció tempranamente a los 32 años víctima de un severo cuadro de neumonía en Los Ángeles, California, Estados Unidos. Hubo informes que relacionaron su deceso con una posible mala praxis médica. Sus restos descansan en el Forest Lawn Memorial Park (Hollywood Hills).